# Corpus Scriptorum Ecclesiasticorum Latinorum
Das Corpus Scriptorum Ecclesiasticorum Latinorum, abgekürzt CSEL, ist eine wissenschaftliche Publikationsreihe, die kritische Text-Editionen der Werke der lateinischen christlichen Schriftsteller der Spätantike veröffentlicht. Die Reihe wird von der Arbeitsstelle CSEL an der Universität Salzburg herausgegeben.

## Beschreibung
Im CSEL werden seit 1866 die Schriften der lateinischen christlichen Autoren aus der Zeit des ausgehenden 2. Jahrhunderts (Tertullian) bis ins beginnende 8. Jahrhundert (Beda Venerabilis, † 735) auf der Grundlage möglichst aller erhaltenen Handschriften und nach dem jeweils neuesten Stand der philologischen Editionstechnik in einem kritischen, dem Original möglichst nahe kommenden Text verfügbar gemacht. Die Bände umfassen jeweils auch eine Einleitung, in der die Grundlagen und Prinzipien der Texterstellung erläutert sind. Editionen werden zum Teil durch das Mitarbeiterteam des CSEL, zum Teil durch externe Fachleute erstellt und nach einem positiv abgeschlossenen Evaluationsverfahren beim Verlag De Gruyter (bis 2012: Verlag der Österreichischen Akademie der Wissenschaften) publiziert. Zur Vermeidung von Parallelarbeit betreibt das CSEL die Online-Datenbank Edenda, in der eigene ebenso wie fremde Editionsprojekte angekündigt werden. Um zeitraubende Recherche nach Handschriften zu erleichtern, publiziert die Arbeitsstelle für die besonders reich überlieferten Schriften des Augustinus Spezialkataloge. Ebenfalls außerhalb der Reihe erscheinen in unregelmäßigen Abständen Monographien zu Themen der lateinischen patristischen Epoche sowie Tagungsbeiträge. Mit den Specimina eines Lexicon Augustinianum (SLA) liegt eine Sammlung lexikographischer Artikel zu Augustins Sprache vor.

## Geschichte
Das CSEL wurde 1864 von der Österreichischen Akademie der Wissenschaften initiiert, um die lexikographische Arbeit des damals im Planungsstadium befindlichen Thesaurus linguae Latinae auch für die Spätantike auf das Fundament wissenschaftlich abgesicherter Texte zu stellen. Bis zum Jahr 2012 wurde das CSEL von der „Kommission zur Herausgabe des Corpus der lateinischen Kirchenväter“ („Kirchenväterkommission“) der Österreichischen Akademie der Wissenschaften herausgegeben; als Obmänner dieser Kommission fungierten:
- 1864–1874: Johannes Vahlen
- 1875–1891: Franz von Miklosich
- 1891–1907: Wilhelm von Hartel
- 1907–1916: Wilhelm Meyer-Lübke
- 1916–1941: Edmund Hauler
- 1941–1963: Richard Meister
- 1964–1982: Rudolf Hanslik
- 1982–1991: Herbert Hunger
- 1991–2001: Adolf Primmer
- 2001–2012: Kurt Smolak

Seit der Übertragung der Kommission im Jahr 2012 an die Universität Salzburg erscheint das CSEL am Fachbereich Altertumswissenschaften/Latinistik unter der Ägide der Arbeitsstelle CSEL (Leitung: Dorothea Weber).

## Evaluation
Die Reihe umfasst derzeit ca. 100 Bände mit zum Teil mehreren Teilbänden; einige der älteren Bände sind in aktualisierter Zweitauflage verfügbar. Damit ist derzeit etwa ein Drittel der die Spätantike betreffenden Bände von J. P. Mignes Patrologia Latina durch einen wissenschaftlich fundierten Ersatz überholt; manche CSEL-Bände sind ihrerseits durch jüngere kritische Textausgaben (Corpus Christianorum Series Latina, Sources chrétiennes, Bibliothèque augustinienne u. a.) obsolet geworden, etwa zwei Drittel aber gelten nach wie vor als maßgebliche Standardeditionen; nicht selten liegt im CSEL die einzige kritische Ausgabe eines Werks vor. Im Zuge der Arbeiten an den Spezialkatalogen sowie in Zusammenhang mit der Erstellung von CSEL-Editionen gelang es, allgemein für verloren gehaltene Werke wiederzufinden: die Schriften des spanischen Häretikers Priscillian, den Apokalypsekommentar des Victorinus von Pettau, 29 unbekannte Augustinus-Briefe („Epistulae Divjak“), sechs Predigten des Augustinus („Sermones Erfurt“) und den vollständigen Text des Evangelienkommentars des Fortunatianus von Aquileia (Mitte 4. Jh.). Zahlreiche Bände des CSEL wurden in elektronischer Form in die Library of Latin Texts (LLT) aufgenommen.